# Cuarta División de Chile 1999
El Campeonato Nacional de Cuarta División de Chile de 1999 fue la edición número 17 del torneo de la categoría.
Participaron 18 equipos, que jugaron en un sistema de todos-contra-todos agrupados en dos grupos: Norte y Sur en una primera fase. 
C.T.I resultó ser el campeón de esta edición, y con esto, ascendió a la Tercera División. Acompañándolo, también ascendió Municipal Limache como subcampeón.

## Grupo Norte
| Pos | Equipo                | PJ | PG | PE | PP | GF | GC | Dif | Pts |
| --- | --------------------- | -- | -- | -- | -- | -- | -- | --- | --- |
| 1   | C.T.I                 | 11 | 10 | 1  | 0  | 39 | 6  | +33 | 31  |
| 2   | Manuela Figueroa      | 11 | 7  | 2  | 2  | 30 | 14 | +16 | 23  |
| 3   | Deportes San Bernardo | 11 | 5  | 3  | 3  | 17 | 14 | +3  | 18  |
| 4   | Concón National       | 11 | 5  | 2  | 4  | 22 | 15 | +7  | 17  |
| 5   | Luis Matte Larraín    | 11 | 4  | 5  | 2  | 21 | 18 | +3  | 17  |
| 6   | Municipal Limache     | 11 | 5  | 1  | 5  | 19 | 15 | +4  | 16  |
| 7   | Defensor Casablanca   | 11 | 5  | 1  | 5  | 15 | 21 | -6  | 16  |
| 8   | Huracán de Llolleo    | 11 | 4  | 2  | 5  | 15 | 22 | -7  | 14  |
| 9   | Tricolor Municipal    | 11 | 3  | 3  | 5  | 16 | 21 | -5  | 12  |
| 10  | Juventud Puente Alto  | 11 | 2  | 3  | 6  | 11 | 23 | -12 | 9   |
| 11  | Deportes Riquelme     | 11 | 2  | 1  | 8  | 8  | 21 | -13 | 7   |
| 12  | Unión Til Til         | 11 | 1  | 2  | 8  | 16 | 39 | -23 | 5   |

## Grupo sur
| Pos | Equipo             | PJ | PG | PE | PP | GF | GC | Dif | Pts |
| --- | ------------------ | -- | -- | -- | -- | -- | -- | --- | --- |
| 1   | Provincial Curicó  | 4  | 3  | 1  | 0  | 8  | 3  | +5  | 10  |
| 2   | Deportes Teno      | 5  | 1  | 3  | 1  | 8  | 8  | 0   | 6   |
| 3   | Los Cachorros      | 5  | 1  | 3  | 1  | 6  | 7  | -1  | 6   |
| 4   | Arturo Prat        | 5  | 1  | 2  | 2  | 9  | 8  | -1  | 5   |
| 5   | Orilla de Martínez | 5  | 1  | 2  | 2  | 3  | 7  | -4  | 5   |
| 6   | Cardenal Caro      | 4  | 1  | 1  | 2  | 8  | 9  | -1  | 4   |

| Campeón C.T.I Asciende a Tercera División |